# Larry Poindexter
Lawrence Thomas 'Larry' Poindexter (Dallas (Texas), 16 december 1959) is een Amerikaans acteur en zanger.

## Carrière
Pointdexter begon in 1982 met acteren in de televisieserie A New Day in Eden, waarna hij nog in meer dan 150 televisieseries en films speelde. Hij speelde in onder anderen Santa Barbara (1986), JAG (1997-1998), S.W.A.T. (2003), Blade: The Series (2006) en The Hard Times of RJ Berger (2010-2011).
Pointdexter was in de negentiger jaren de hoofdzanger van de countryband The High Lonesome.

## Filmografie

### Films
Selectie:
- 2013 Non-Stop - als kapitein Collins
- 2009 17 Again - als Dean
- 2006 Material Girls - als Sol
- 2003 S.W.A.T. - als kapitein Thomas Fuller
- 2001 Ablaze - als Andrew Thomas
- 1983 Going Berserk - als Claudell

### Televisieseries
Selectie:
- 2021 Station 19 - als chief McAllister - 3 afl.
- 2014-2018 Days of our Lives - als  pastoor Louis - 30 afl.
- 2011-2012 CSI: Crime Scene Investigation - als officier van justitie Claude Melvoy - 2 afl.
- 2010-2011 The Hard Times of RJ Berger - als Rick Berger - 20 afl.
- 2011 Californication - openbaar aanklager - 2 afl.
- 2006 Blade: The Series - als agent Ray Collins - 8 afl.
- 2005 General Hospital - als dr. Asher Thomas - 2 afl.
- 2004 NYPD Blue - als Barrett Gooden - 2 afl.
- 2002 Push, Nevada - als goedgeklede man - 7 afl.
- 1997-1998 JAG - als Dalton Lowne - 7 afl.
- 1995-1996 Too Something - als Henry - 22 afl.
- 1993 Melrose Place - als Danny Baker - 2 afl.
- 1987-1988 Duet - als Cooper Hayden - 21 afl.
- 1986 Santa Barbara - als Justin Moore - 22 afl.

- Library of Congress Control Number: no2003093117
- Virtual International Authority File: 19374914
- WorldCat: E39PBJdGHbQVQ6rvcGbGYPvGpP